# Portrait de Pier Luigi Farnese
Le Portrait de Pier Luigi Farnese est une huile sur toile réalisée par Titien en 1546, représentant Pier Luigi Farnese, duc de Parme. Le tableau, endommagé, est conservé au Musée de Capodimonte, à Naples.
L'œuvre a été réalisée lors du retour de l'artiste à Venise depuis Rome en 1546. Son sujet était le fils aîné du pape Paul III, vêtu de l'armure et des attributs d'un gonfalonnier papal. Il fut poignardé à mort en 1547 lors d'un complot fomenté par les familles Landi et Anguissola sur les conseils du duc de Milan Ferdinand Ier de Guastalla.